# Rio Draniţa (Camenca)
O Rio Draniţa é um rio da Romênia, afluente do Camenca, localizado no distrito de Bacău.